# Paulus af Uhr
Paulus (Paul) Reinhold af Uhr, född 25 januari 1892 i Bondkyrka församling Uppsala län, död 28 april 1972 i Uppsala, var en svensk idrottsman (höjdhopp) och militär (generalmajor).

## Biografi
af Uhr utnämndes till underlöjtnant vid Jämtlands fältjägarregemente 1913 och överfördes som kapten till det nybildade Flygvapnet 1926. Efter studier vid Krigshögskolan (KHS) 1931–1933 utnämndes han till chef för flygstabens utbildningsavdelning. 1942 blev han chef för Första flygeskadern. Som idrottsman deltog han i de Olympiska spelen i Stockholm 1912, Baltiska spelen i Malmö 1914 samt landskampen i Ungern samma år. 1939 valdes han till ordförande i Kungliga svenska aeroklubbens verkställande utskott. Efter sin militära karriär var han chef vid Ostermans Aero AB mellan åren 1952 och 1957.
Paulus af Uhr deltog vid de olympiska spelen i Stockholm, där han blev oplacerad med resultatet 1,75 (det krävdes 1,83 för final). Den 14 juni 1914 slog af Uhr i Stockholm Richard G:son Sjöbergs svenska rekord i höjdhopp (1,86) med ett hopp på 1,88. Rekordet slogs nästa gång 1917 av Karl Axel Kullerstrand.